# 鍵本輝
鍵本 輝（かぎもと あきら、1988年8月20日 - ）は、奈良県生駒郡斑鳩町出身の歌手・俳優。3人組ダンスボーカルユニット「Lead」の最年少メンバー。血液型はO型。ライジングプロダクション所属。愛称はあっくん。

## 来歴
- 幼少時代、劇団に入る。
- 少林寺拳法経験
- 劇団へ向かう通り道にダンススクール「キャレス」大阪校があり、次第にダンスに興味を持ち始める。その後劇団を辞めてキャレスへ通う。
- ダンススクール時代、のちにメンバーとなる谷内伸也と共にテレビ大阪「土曜はオットコマエ！」にレギュラー出演する。
- 2002年、同じダンススクールでユニットを組んでいた谷内伸也と、中土居宏宜、そして「九州・沖縄 スターライトオーディション2002」で審査員特別賞を受賞した古屋敬多の3名と共に「Lead」を結成。
- 2002年7月31日、『真夏のMagic』で歌手デビュー。本格的な芸能活動をスタートさせる。
- 2006年4月、『踊る!さんま御殿!!』で、バラエティ番組単独初出演。
- 2006年10月、日本テレビ『くりぃむしちゅーのたりらリでイキます!!』2時間SP内の「ベタドラマ」で、初主演。
- 2007年9月、『天使がくれたもの』で、映画単独初出演。
- 2008年7月、フジテレビ系連続ドラマ『太陽と海の教室』で、Leadのメンバーで初めてゴールデンタイムの連続ドラマに出演。"月9"デビューを果たす。
- 2008年8月8日、アメーバブログ「アキラキラッ」開設。
- 2009年3月、「ザ・テレビジョンHOMME」の企画で、ファッションブランド「TOMMY」とコラボして、半袖パーカー、メッシュキャップ、Tシャツを販売。
- 2009年7月1日、鍵本輝ファーストソロDVD「in blue」発売。
- 2010年1月、BeeTV『ひだまりの場所〜初恋〜』出演。
- 2011年5月、舞台『タンブリングvol.2』出演。これまで不良やヤンキー役を演じることが多かったが、今作で明るいお調子者キャラを演じたことで演技の仕事の幅が広がった。またこの舞台出演がきっかけとなりバク転ができるようになった。
- 2011年9月、「愛されたい…愛してる？ with AZU／K.J.」ミュージックビデオ出演。Lead以外の、他のアーティストのミュージックビデオに出演するのは今作が初めてである。
- 2012年9月、舞台『タンブリングvol.3』出演。大阪公演まで日吉洪太を演じていた木戸邑弥が、公演中の怪我のため降板。代役として出演が急遽決定。短い稽古期間で芝居に加え、新体操の演目を演じきった。今作の出演を、自身のターニングポイントであると語っている。[2]
- 2012年12月、フジテレビTWO『スイッチガール!!2』で、初めてサイケデリックな役に挑戦。
- 2013年6月、『朗読劇 私の頭の中の消しゴム 5th Letter』出演。
- 2013年、『ぶっせん』で、連続ドラマ、舞台に出演。オープニングテーマは、Leadの『GREEN DAYS』。
- 2016年3月6日、鍵本輝ソロライブ『Enterprise』を原宿駅前ステージで開催。自身が作詞、作曲を行った楽曲などを中心に、メンバーで初めてソロライブを行った。また、隣接するLeadcafeでライブビューイングも行われた。
- 2017年1月、フジテレビ系連続ドラマ『突然ですが、明日結婚します』で、二度目の月9出演を果たす。
- 2024年11月、女優の中別府葵と結婚[3]。

## 人物
- 愛犬のマルプーを溺愛。
- 身長177cm　靴のサイズ28cm
- 八重歯があり、切れ長の目も相まってネコバスに似ていると言われており、舞台出演の際鞄にネコバスのキーホルダーをつけていたこともあった。
- 繊細な心の持ち主で、ちょっかいをだして構ってもらえないとシュンとする一面もある。
- 涙もろく、ライブではよく涙している。またテレビを見ていても、ドキュメンタリー番組などで泣いている。「Lead内で一番の泣き虫は？」という質問では満場一致で名前があがった。
- お化けや心霊現象が大の苦手。ツアーで地方に宿泊する際一人でいるのが怖いので他メンバーの部屋で寝させてもらっていたことがある。
- デビュー当時から爆笑王として狙って話すことが多かったが、実際はスベることが多く「喋ると残念なイケメン」と表現されることがしばしばある。なお、現在は爆笑王を名乗っていない。
- 私服センスのなさに定評があり、メンバー・ファンからも度々ネタにされている。最近ではポンポン付のニット帽(通称おさげ)が長期間に渡りいじられていたが当時同居していた谷内曰く「買った時に見せられたけど、変だとは言えなかった」とのこと。また私服にとどまらず本人がデザイン・推薦したツアーグッズまでもがネタにされるようになってしまった。
- デビューから髪型がよく変化し、襟足にエクステを付けていた時代(「カブトガニのようだった」本人談)」、コーンロウ時代、パーマ時代など様々な髪形に挑戦している。
- 肩幅が広く、逆三角体型である。写真集『Document』にてその完成された美しい肢体が披露されている。
- あまり酒に強くない。マネージャーやメンバーには「輝は酔うと非常に子供っぽくなる」と言われており、導画ブログではツアー先のホテルにて酔っぱらう姿が何度か撮影されている。
- リーダーが脱退してからライブではメインMCをしている。

## 仕事面
- Leadでは高音パートを歌うことが多い。
- メンバーの谷内伸也の影響もあり音作りに興味を持ち、LeadのLIVEでは度々作曲、編曲した曲が使われている。いつか自分が作った曲のアルバムをファンに聞いてほしいと日々音楽作りに励んでいる。近年ではシングルのカップリングにトラック制作に携わった楽曲が収録されており、バラードからEDMまで幅広く手掛けている。
- 18thシングル『HURRICANE』の初回版Bのカップリング「Sun×You」の作曲を担当し(作詞はLeadメンバー)、初回版Cのカップリング「walk」を谷内伸也とともに作詞・作曲を担当した。
- 19thシングル『Wanna Be With You』のコンプリート特典として配布された「Burning up!」では作詞(ラップ詞は谷内による)、作曲、メインボーカルをつとめており、Leadの楽曲としてはこれまでにない新境地を開拓した。この「Burning up!」はのちに発売された6thアルバム『NOW OR NEVER』のカップリングベストにも収録された。

以下、作詞または作曲を行った曲一覧（メンバーとの共作含む）
| 曲名                    | 作詞または作曲                         | 収録CD                                              |
| ----------------------- | -------------------------------------- | --------------------------------------------------- |
| 2008                    |                                        |                                                     |
| 「STAND UP!」           | 作詞： Lead                            | 14thシングル曲                                      |
| 「谷☆RAP」              | 作詞：鍵本輝、谷内伸也                 | 5thアルバム「Feel The Vibes」                       |
| 「Sunnyday」            | 作詞： Lead                            | 15thシングル曲                                      |
| 2009                    |                                        |                                                     |
| 「High テンション DAY」 | 作詞： Lead／作曲：本山清治・Lead      | 16thシングル「ギラギラRomantic」                    |
| 「Stay with me」        | 作詞： Lead                            | 16thシングル「ギラギラRomantic」（AKIRA ver.）      |
| 2011                    |                                        |                                                     |
| 「Sun×You」             | 作詞： Lead                            | 18thシングル「HURRICANE」【初回盤B】                |
| 「walk」                | 作詞：鍵本輝、谷内伸也／作曲：鍵本輝   | 18thシングル「HURRICANE」【初回盤C】                |
| 2012                    |                                        |                                                     |
| 「Wanna Be With You」   | 作詞：Seiji Motoyama・Lead             | 19thシングル曲                                      |
| 「Tick Tock」           | 作詞：鍵本輝／作曲：鍵本輝・中土居宏宜 | 19thシングル「Wanna Be With You」【初回盤B】        |
| 「Burning up!」         | 作詞：鍵本輝、谷内伸也／作曲：鍵本輝   | 19thシングル「Wanna Be With You」コンプリート特典CD |
| 「Stand and Fight」     | 作詞： Lead                            | 6thアルバム「NOW OR NEVER」リードトラック           |
| 「Still」               | 作詞： Lead                            | 20thシングル曲                                      |
| 2014                    |                                        |                                                     |
| 「Fairy tale」          | 作曲：鍵本輝                           | 24thシングル「想い出ブレイカー」【初回盤B】         |
| 2015                    |                                        |                                                     |
| 「Until…」              | 作曲：鍵本輝                           | 25thシングル「MyOne」【初回盤A】                    |
| 「I'm hear for you」    | 作詞：鍵本輝／作曲：鍵本輝             | CD未収録。「Leaders Party12!〜MyOne〜」にて披露。   |
| 「I don't give a damn」 | 作詞：Lead／作曲・編曲：鍵本輝         | CD未収録。「Upturn2015～MASTER PLAN～」にて披露。   |
| 「Wake me up」          | 作詞：鍵本輝・谷内伸也／作曲：鍵本輝   | 26thシングル「約束」【初回盤A】                     |
| 「RIDE ON MUSIC」       | 作詞・作曲・編曲：Lead                 | CD未収録。「Lead LIVE SHOUT」にて披露。             |

## 出演

### ドラマ
- 太陽と海の教室（2008年7月 - 9月、フジテレビ） - 日垣茂市 役
- スイッチガール!!2（2012年12月 - 2013年1月、フジテレビTWO） - 真木村禅 役
- ぶっせん（2013年7月 - 9月、TBS） - 渡辺由紀 役
- 突然ですが、明日結婚します（2017年1月 - 3月、フジテレビ） - 清水悠真 役

### バラエティ
- 踊る!さんま御殿!!（2006年4月25日、日本テレビ）
- くりぃむしちゅーのたりらリでイキます!!2時間SP（2006年10月5日、日本テレビ） - 沢田 役
- 脳内エステ IQサプリ秋の2時間SP（2008年9月20日、フジテレビ）
- 快傑えみちゃんねる（2009年5月1日、関西テレビ）
- 恋愛百景（2009年8月10日、テレビ朝日）
- 実話！デキマックス（2010年4月23日、フジテレビ）
- 王様のブランチ（2011年4月30日、TBS）

### 映画
- 棒たおし!（2003年3月21日公開） - 田渕篤（アキ） 役
- かまち（2004年2月28日公開） - 氷室浩介 役
- 天使がくれたもの（2007年9月29日公開） - 香久山聖 役

### 舞台
- ミュージカル「ZIPANGU〜遥かなる道〜」（2008年12月23日、名古屋・御園座 / 12月29日、東京・新宿コマ劇場 / 2009年5月1日 - 2日、仙台・楽楽楽ホール / 5月29日 - 31日、大阪・シアターBRAVA!） - 銀狼 役
- ミュージカル「絆 -少年よ大紙を抱け-」（2010年11月18日 - 23日、新国立劇場 中劇場） - 弓場竜二 役
- タンブリングvol.2（2011年5月18日 - 22日、東京・赤坂ACTシアター / 5月27日 - 29日、名古屋・御園座 / 6月3日 - 5日、大阪・シアターBRAVA! / 7月2日・3日、東京・東京国際フォーラム ホールC） - 金村翔太郎 役
- ミュージカル「絆 2011 -少年よ大紙を抱け-」（2011年10月20日 - 25日、新国立劇場 中劇場） - 弓場竜二 役
- タンブリングvol.3（2012年9月21日 - 23日、赤坂ACTシアター） - 日吉洪太 役
- 朗読劇 私の頭の中の消しゴム 5th Letter（2013年6月7日・16日、天王洲 銀河劇場） - 浩介 役
- 舞台 ぶっせん（2013年11月6日 - 17日、東京・赤坂ACTシアター / 12月6日、大阪・梅田芸術劇場） - 渡辺由紀 役
- 朗読劇 解夏（2016年10月26日 - 31日、六行会ホール)- 隆之 役
- 舞台 義風堂々!!（2017年11月17日 - 26日、東京・AiiA 2.5 Theater Tokyo / 12月9日・10日、大阪・大阪メルパルクホール） - 前田慶次 役
- 舞台「悪魔と天使」（2019年1月19日 - 2月3日、神奈川・KAAT神奈川芸術劇場/2月9日 - 2月10日、大阪・梅田芸術劇場/3月1日 - 3日、名古屋・御園座） -  小島忠 役
- イノサンmusicale（2019年11月29日 - 12月10日、ヒューリックホール東京） - ハンス・アクセル・フォン・フェルゼン 役[4]
- ミュージカル「天使について〜堕落天使編〜」（2022年2月24日 - 3月6日、自由劇場） - ルカ / レオナルド・ダ・ヴィンチ 役
- NIGHT HEAD 2041-THE STAGE-（2022年7月1日 - 10日、東京ドームシティ シアターGロッソ）- TEAM BLACK・霧原直人 役[5]
- ミュージカル「チェーザレ　破壊の創造者」（2023年1月7日 - 2月5日、明治座） - スクアドラ ロッサ・ジョヴァンニ・デ・メディチ 役
- 朗読劇 あの空を。（2023年7月29日、I'M A SHOW） - マツオ 役
- ミュージカル「ALTAR BOYZ 2023」（2023年8月11日 - 8月29日、新宿FACE） - Team SPARK・マシュー 役
  - ミュージカル「ALTAR BOYZ 2025」（2025年12月〈予定〉）[6]
- Blue Spark Show 〜ALTAR BOYZ Team Sparkがダンス&ボーカル＆アクトで織りなす煌めきの夢GALAXY!!〜（2024年9月19日 - 22日、博品館劇場）[7]
- ミュージカル「インサイド・ウィリアム」（2025年3月13日 - 23日、三越劇場） - 主演・シェイクスピア 役[8]
- Classic Movie Reading Vol.5「カサブランカ」（2025年9月6日・7日〈予定〉、博品館劇場） - ヴィクトル・ラズロ 役[9]
- KRISTオリジナル舞台作品（2026年2月）[10]

### ライブ
- 「鍵本輝ソロライブ Enterprise」（2016年3月6日、原宿駅前ステージ／2017年4月16日、原宿アストロホール）

### DVD
- 鍵本輝ファーストソロDVD「in blue」（2009年7月1日、ザ・テレビジョンHOMME DVDシリーズ）

### VISION CAST
※携帯ドラマ。ヴィジョンファクトリーが運営する、10メガiモーションにも対応した高画質ムービー配信携帯サイト。
- 「線香花火」全2話（監督：岡島明／出演：谷内伸也（Lead）、高橋メアリージュン、鍵本輝（友情出演））
- 「下町探偵物語 〜マリアを探せ!〜」全3話（監督：井坂聡／出演：鍵本輝（Lead）、谷内伸也（Lead）、知念里奈、滝裕可里）
- 「下町探偵物語 2 〜浮気はやめて!〜」全3話（監督：月野木隆／出演：鍵本輝（Lead）、谷内伸也（Lead）、Lina（MAX））

### Music video
- 愛されたい…愛してる？ with AZU／K.J.（2011年9月）

### BeeTV
- ひだまりの場所 〜初恋〜（2010年1月23日 - 4月11日、NTTドコモ BeeTV）

### カバーモデル
- 魔王様のお気に入り♥（著：瑠愛、2011年12月26日、魔法のiらんど文庫）[11]